# Genainville
Genainville é uma comuna francesa na região administrativa da Ilha de França, no departamento do Vale do Oise. Estende-se por uma área de 10.50 km². Em 2010 a comuna tinha 561 habitantes (densidade: 53,4 hab./km²).